# Taingy
Taingy är en kommun i departementet Yonne i regionen Bourgogne-Franche-Comté i norra Frankrike. Kommunen ligger i kantonen Courson-les-Carrières som tillhör arrondissementet Auxerre. År 2018 hade Taingy 259 invånare.

## Befolkningsutveckling
Antalet invånare i kommunen Taingy
| Referens: INSEE |